# Аверинцев, Сергей Васильевич
Серге́й Васи́льевич Аве́ринцев (1875—1957) — русский и советский биолог, зоолог, ихтиолог. Доктор биологических наук, профессор. Заслуженный деятель науки УзССР (1939). 
Специалист в области зоологии и сравнительной анатомии, автор свыше 250 научных работ по протистологии, ихтиологии и рыбному хозяйству, в том числе нескольких руководств и учебников по зоологии.
Отец филолога академика C. С. Аверинцева.

## Биография
Родился 6 (18) октября 1875 года в Москве.
Окончил Смоленскую гимназию и поступил на естественное отделение физико-математического факультета Санкт-Петербургского университета. В 1900 году окончил Санкт-Петербургский университет; был оставлен для подготовки к профессорскому званию при Зоотомическом кабинете. Ученик профессора В. Т. Шевякова. В 1899 году за первую научную работу о ресничных инфузориях был награждён университетской золотой медалью. В годы учёбы как доброволец участвовал в Англо-Бурской войне 1899—1902 на стороне буров, путешествовал по Африке.
С 1900 года преподаватель кафедры зоологии Санкт-Петербургского университета, лаборант Бологовской биологической станции. Как лаборант на биостанции был командирован в Гейдельберг. С 1901 по 1913 гг. неоднократно работал в Европе по протозоологии, в том числе в Зоологическом институте Гейдельбергского университета у профессора Отто Бючли в 1901 г. и на Неаполитанской Зоологической станции летом 1902 г., где изучал химический состав раковин морских корненожек. С научной целью осматривал устройство зоологических станций и музеев Тронхейма, Бергена, Гамбурга, Гельголанда. В 1910 г. получил стипендию Академии наук для работы в Бейтензоргском Ботаническом саду (остров Ява), а также посетил ряд мест Восточной Африки.
В 1906 году ему присуждено звание магистра зоологии за работу «Rhizopoda пресных вод». В 1914 г. в Харьковском университете защитил докторскую диссертацию «Материалы по морфологии и истории развития паразитических простейших» (миксоспоридии, грегарины, инфузории). С 1917 г. основное внимание стал уделять промысловой ихтиологии и вопросам рыбного хозяйства. В 1922 г. перешёл на работу в Москву, где возглавил Центральную биологическую станцию Главнауки. С 1924 г. начал работу в Научно-исследовательском институте Рыбного хозяйства, где заведовал ихтиологической лабораторией.
С 1904 по 1909 гг — заведующий Мурманской биологической станцией в Александровске (ныне город Полярный). Руководил первой научно-промысловой экспедицией в Белое море и Баренцево море на траулере «Дельфин» (1918—1919 гг.). Начальник Северной сельдяной экспедиции (30-е гг.) на траулере «Кумжа», во время работы этой экспедиции нашёл места скопления сельди в Баренцевом море и доказал рентабельность её промысла. Участвовал в научной экспедиции в Центральную Африку в 1924 году. В качестве эксперта правительственной делегации принимал участие в переговорах с Англией и Германией по рыбопромысловым вопросам (1924, 1925).
С 1922 по 1933 гг. преподавал в Тверском педагогическом институте (кафедра зоологии), с 1933 до 1940 года преподавал в Ферганском педагогическом институте (Узбекистан), затем до мая 1953 года заведовал кафедрой зоологии Московского областного педагогического института.
Умер 13 августа 1957 года в Москве. Похоронен на Даниловском кладбище.

### Некоторые труды
- Зоологические и ихтиологические исследования Мурманской научно-промысловой экспедиции, доклад, [1909]
- Материалы по морфологии и истории развития простейших — Санкт-Петербург, 1914
- Аверинцев С. В. На рыболовном траулере в полярном море. Из дневника натуралиста. — М.-Л., 1928.
- Аверинцев С. В. Сельди Белого моря: (популярный очерк). — Петрозаводск: Издание Наркомзема АКССР, 1928. — 28 с.
- Аверинцев С. В. Малый практикум по зоологии беспозвоночных: Простейшие — Protozoa и бесхордовые многоклеточные — Metazoa achordata. — М., 1947
- Аверинцев С. В. Определение промыслового запаса и методы долгосрочных прогнозов в морском рыболовстве. — М., 1948
- Аверинцев С. В. Зоология беспозвоночных. — М.: Советская наука, 1952
- Аверинцев С. В. Курс зоологии. Т. 1: Беспозвоночные. — М., 1953

## Награды, премии
- орден Трудового Красного Знамени (02.12.1945)
- орден Ленина (1950)
- премия имени  А. Я. Герда ПгОЕ (1915)
- премия имени Ценковского Протистологического общества (1922)